# Martin Eisler
Martin Eisler (geboren 1913 in Wien, Österreich-Ungarn; gestorben 1977) war ein österreichischer Möbeldesigner, Architekt, Bühnenbildner und Unternehmer, der in Brasilien tätig war. Erst nach Argentinien emigriert, wurde er mit Carlo Hauner wichtiger Vertreter der brasilianischen Moderne im Möbel- und Interiordesign.

## Leben
Eisler wurde in Wien geboren und war schon früh der Kunst- und Designkritik seines Vaters, des österreichischen Kunsthistorikers Max Eisler, ausgesetzt, der Gründungsmitglied des Österreichischen Werkbundes war, der progressiven Vereinigung von Künstlern und Architekten der Moderne, Designern und Ingenieuren. Eisler studierte Architektur und Design an der Kunstgewerbeschule in Wien bei namhaften Modernisten wie dem Architekten Oskar Strnad.
Nach dem Anschluss Österreichs 1938 wanderte Eisler nach Buenos Aires, Argentinien, aus, wo er seine Möbelentwürfe in der Mueller Gallery ausstellte, die 1940 zum National Office of Fine Arts wurde, im Palais de Glace. 1945 gründete er mit Arnold Hackel das Unternehmen Interieur, das vom Duo entworfene Möbel und Gegenstände verkaufte und damit seine Karriere als Designer startete. Dort arbeitete er auch als Architekt, Bühnenbildner und Innenarchitekt. Eisler lernte Hauner kennen, nachdem er nach São Paulo gereist war, um eine Wohnung zu entwerfen, und ließ die von ihm entworfenen Möbelstücke herstellen. Hauner schätzte seine Arbeit und Eisler ließ sich schließlich in der brasilianischen Stadt nieder und wurde 1953 Teilhaber des Unternehmens Forma, das auf moderne brasilianische Möbel und Einrichtungsgegenstände spezialisiert war.
In den späten 1950er Jahren entschloss sich Carlo Hauner nach Italien zurückzukehren und eröffnete eine Niederlassung von Forma in Brescia, die letztendlich erfolglos blieb. Obwohl er eine erfolgreiche Karriere als freiberuflicher Designer hatte, entschloss sich Hauner letztendlich, zu seinen Wurzeln als Maler zurückzukehren, und entwickelte zusätzlich eine Karriere als Weinproduzent. In Brasilien wurde Forma von Martin Eisler als künstlerischer Leiter und Ernesto Wolf als Geschäftsführer geführt.
Forma setzte sein Modell der Serienproduktion fort und erzielte große Erfolge bei der Verbreitung moderner Möbel, insbesondere ab 1959, als es einen Vertrag mit Knoll International unterzeichnete. Diese Partnerschaft war ein Meilenstein, der bedeutende Namen des internationalen Designs nach Brasilien brachte: Eero Saarinen, Florence Knoll, Harry Bertoia und Marcel Breuer. Eisler eröffnete auch eine Niederlassung von Forma in Buenos Aires als Architektur-, Industrie- und Innenarchitekturbüro mit den Partnern Arnold Hakel und Susi Aczel, die bis heute im Geschäft sind und als Interieur Forma bekannt sind.

## Werk
Eislers Erfahrung in Brasilien weckte sein Interesse an exotischen Hölzern und Lackiertechniken auf Holz, Glas und Bronze. Die beiden Unternehmen von Eisler begannen daraufhin, synergetisch zusammenzuarbeiten und Möbel herzustellen, die sowohl in Argentinien als auch in Brasilien sehr erfolgreich waren. Dies führte dazu, dass er zwischen Ende der 50er und Anfang der 60er Jahre einen Vertrag mit Knoll International unterzeichnete. Dies führte zu seinem Wachstum und seiner Etablierung zu einer Zeit, als der Objektmöbelmarkt auf dem Höhepunkt seiner Expansion stand, mit der Gründung der neuen Hauptstadt Brasília und der Oscar-Niemeyer-Projekte, zu denen er mit großem Erfolg beitrug.
Auch als Architekt für seine Projekte geschätzt, die sich durch ihre umfassende Kreativität auszeichnen, die jedes Detail vom Gebäude bis zum Möbel individuell anpasst, arbeitete Eisler auch als Bühnenbildner und Opernregisseur.
Zu seinen bekanntesten Designstücken zählen die Stühle Reversível und Costela, die mit dem prestigeträchtigen Mailänder Compasso d’Oro ausgezeichnet wurden. Das berühmte Auktionshaus Christie’s registrierte den ersten Kauf im Jahr 1999. Martin Eislers Möbel wurden schon immer auf der ganzen Welt hoch geschätzt. Anzeigen führender zeitgenössischer Designmagazine wie Domus und Habitat zeigen das Angebot von Forma als Auswahl an Möbeln, Keramiken und Textilien, deren Kombination aus Materialien und organischen Formen ein elegantes und zugängliches Ideal der Moderne darstellt.